# Роман Рейнс
Літі Джозеф Аноа'й (англ. Leati Joseph Anoaʻi) — американський професійний реслер і колишній гравець в американський і канадський футбол. Нині виступає у WWE на бренді SmackDown під ринг-ім'ям Роман Рейнс (англ. Roman Reigns). Він є лідером угрупування The Bloodline, а також членом відомої самоансько-американської реслінг-династії Аноа'й. Чемпіонський рейн Рейнса у 1,316 днів як Чемпіона Всесвіту WWE був четвертим найдовшим рейном чемпіонства світу в історії й найдовшим рейном з 1988 року.
Після гри в університетському футболі за Джорджію Тек, Аноа'й почав професійну футбольну кар'єру в короткому міжсезонні з Міннесотою Вайкінгс та Джексоивилл Джагуарс (NFL) 2007 року. Потім він грав цілий сезон у Канадській Футбольній Лізі за Едмонтон Ескімос 2008 року перед тим, як піти з футболу. Згодом продовжив кар'єру в професійному реслінгу, і був підписаний WWE 2010 року, відправившись на їхній підготовчий майданчик Florida Championship Wrestling (FCW). Під ринг-ім'ям Роман Рейнс дебютував в основному ростері 2012 року як учасник Щита, разом із Діном Емброузом і Сетом Роллінсом. Вони виступали в команді разом до розпаду угрупування 2014 року, після чого Рейнс почав сольні виступи, хоча тріо періодично об'єднувалося доти, поки Емброуз не пішов з WWE 2019 року.
Рейнс є 6-разовим чемпіоном світу в WWE, утримуючи Чемпіонство WWE 4 рази та Чемпіонство Всесвіту WWE двічі; він вигравав своє четверте Чемпіонство WWE під час другого рейну Чемпіонства Всесвіту і був визнаний як беззаперечний Чемпіон Всесвіту WWE. Він також одноразовий Чемпіон Сполучених Штатів WWE, одноразовий Інтерконтинентальний Чемпіон WWE, одноразовий Командний Чемпіон WWE (з Роллінсом), переможець Королівської Битви 2015 року і Суперзірка року 2014. Він повторив рекорд за найбільшу кількість елімінацій у матчі Survivor Series — чотири, на події 2013 року, і раніше був рекордсменом за найбільшу кількість елімінацій у матчі Королівської Битви-12 2014 року. Після виграшу Інтерконтинентального Чемпіонства він став 28-м Чемпіоном Потрійної Корони та 17-м Чемпіоном Великого Шолому. Рейнс був хедлайнером численних pay-per-view, включаючи флагманську подію WWE Реслманію, рекордні 9 разів (31, 32, 33, 34, 37, 38, 39, і обидва вечори 40). Він посів перше місце у щорічному списку PWI 500 журналу Pro Wrestling Illustrated серед 500 сольних реслерів 2016 і 2022 років.
З 2014 року WWE позиціонувало Рейнса як героїчного персонажа і намагалося зробити його "обличчям компанії", однак це не схвалювали глядачі та критики. Після повернення з перерви у серпні 2020 року, він був перелицьований у лиходійського персонажа, зображаючи вождя племені, який загалом зустріли схвально. Рейнса розглядають як одного з найкращих активних професійних реслерів у світі сьогодні.

## Раннє життя
Літі Джозеф Аноа'й  народився 25 травня 1985 року у Пенсаколі, Флорида. Його батько має самоанське коріння, а його матір — сицилійське . І його батько Сіка Аноа'й, і його брат Роузі були професійними реслерами. Як частина родини Аноа'й, його двоюрідними братами є Тонга Кід, Рікіші, Умага, і Йокодзуна, а також двоюрідні племінники Братів Усо і Соло Сікоа. Аноа'й вчився у Католицькій Старшій школі Пенсаколи та Старшій школі Ескамбія, перед тим як вступити на спеціальність менеджмент у Технологічному Інституті Джорджії. Він вважав Берта Харта як реслінг ідола.

## Кар'єра в американському футболі
Аноа'й 3 роки грав у американському футболі у Старшій школі Пенсаколи і 1 рік у Старшій школі Ескамбія. В останній рік він був названий захисником року журналом Pensacola News Journal. У Технологічному Інституті Джорджії він був частиною команди Джорджія Тех Джекетс. З другого курсу був гравцем стартового складу і одним із капітанів в останній рік. 2006 року він здобув нагороди першої команди Конференції Всеатлантичного узбережжя (ACC).
Не будучи задрафтованим на Драфті NFL 2007, Аноа'й був підписаний командою Міннесота Вайкінгс у травні 2007 року. Командні лікарі діагностували в нього лейкемію, і пізніше того ж місяця він був звільнений. Джексонвілл Джагуарс підписали його у серпні 2007 року і звільнили його менше ніж за тиждень до початку сезону NFL 2007. 2008 року його підписали Едмонтон Ескімос з Канадської Футбольної Ліги (CFL) Виступаючи під 99 номером, Аноа'й зіграв один сезон за Ескімосів, зігравши 5 ігор, з них 3 у старті. Найбільш знаменна гра була зіграна проти Гемілтон Тайгер-Кетс у вересні, де він мав 5 підборів та змусив 1 раз втратити м'яч суперникам. Ескімос звільнили Аноа'й 10 листопада, і він завершив професійну футбольну кар'єру.

## Кар'єра у професійному реслінгу

### World Wrestling Entertainment

#### Florida Championship Wrestling / WWE NXT (2010—2012)
У липні 2010 року Аноа'й підписав контракт з World Wrestling Entertainment (WWE) і був направлений до регіонального підрозділу Florida Championship Wrestling (FCW). У FCW він дебютував 9 вересня 2010 року. Аноа'й вийшов на ринг під ім'ям Роман Лики. Свій перший поєдинок він програв Річі Стимботу. Після цього бою була ще низка поразок від Айдола Стівенсона і Уеса Бріско, і тільки 21 вересня він здобув свою першу перемогу в матчі проти Фада Рэкмана. У кінці року він виступав переважно в командних поєдинках. 16 січня 2011 року він узяв участь в королівській битві 30 реслерів, однак не зумів перемогти. Пізніше він сформував альянс з Донні Марлоу, і 8 липня вони провели матч проти Келвіна Райнса і Біг І Ленгстона за титул командних чемпіонів Флориди, однак їхні суперники виявилися сильнішими.
2012 року Лики став одним з основних реслерів FCW в одиночних поєдинках. 5 лютого він здобув перемогу над Діном Емброусом і Сетом Роллинсом у матчі «потрійна загроза» і став претендентом номер один на бій за титул чемпіона Флориди у важкій вазі. Наступного тижня в титульному поєдинку він програв Лео Крюгеру. Пізніше він разом з Майком Далтоном виграв титул командних чемпіонів Флориди у Сі Джей Паркера і Джейсона Джордана. 31 жовтня Аноа'й дебютував у WWE NXT під ім'ям Роман Рейнс.

#### Групування «Щит» та командне чемпіонство WWE (2012—2014)

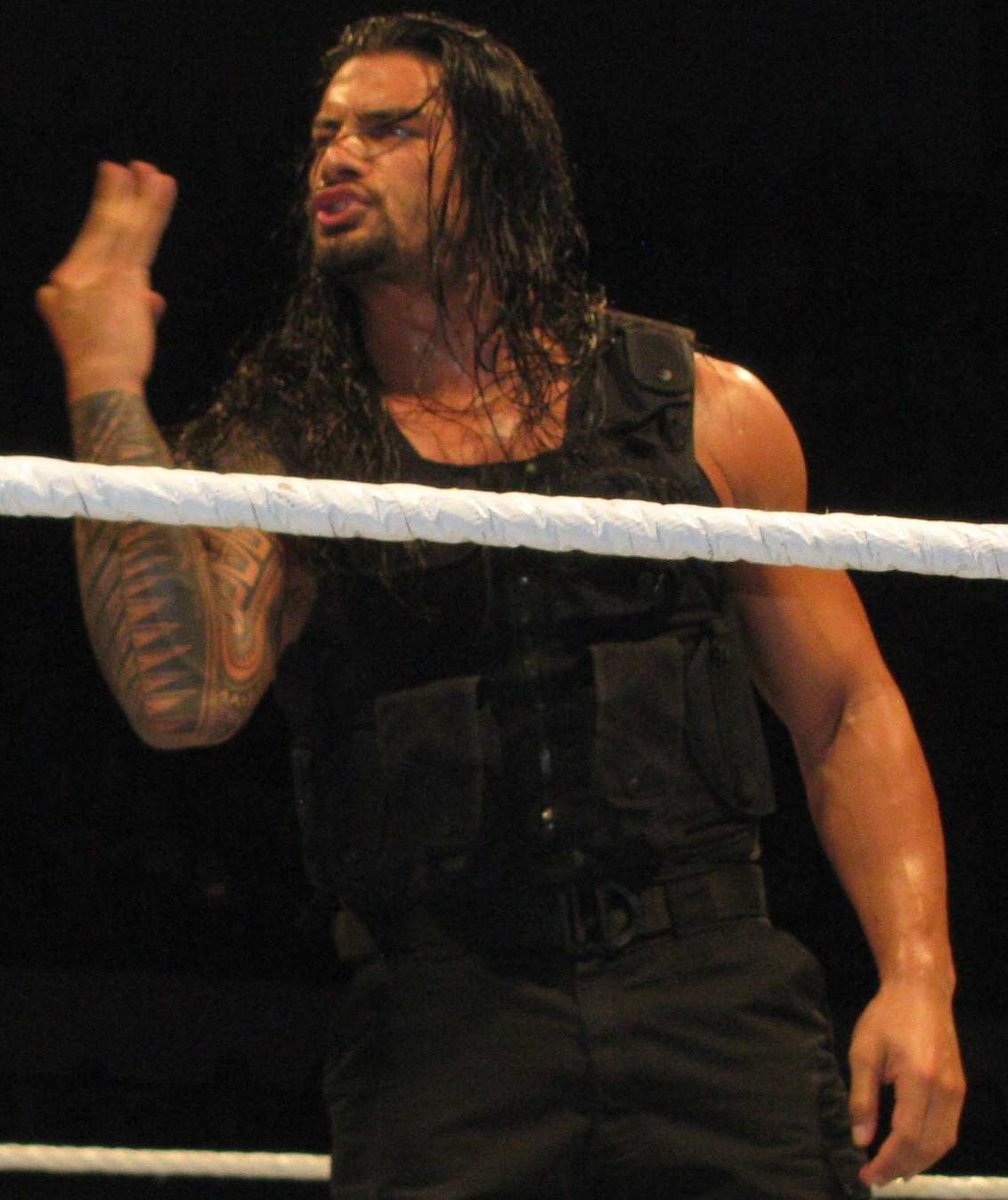
Роман Рейнс на хаус-шоу у липні 2013 року.

Рейнс дебютував в основному ростері WWE 18 листопада 2012 року на PPV Survivor Series. Він разом з Діном Емброусом і Сетом Роллінсом втрутилися в матч «потрійна загроза» за титул чемпіона WWE, напавши на Райбека, що призвело до того, що СМ Панк зміг утримати Джона Сіну і зберегти титул . Реслери назвали своє угруповання "Щит", оголосили, що  боротимуться проти «несправедливості» і заперечували, що допомагають СМ Панку, проте періодично нападали на його суперників, таких як Райбек, Міз, Кейн і Деніел Брайан. Це призвело до того, що на PPV TLC: Tables, Ladders & Chairs (2012) був призначений поєдинок, у якому Щит зустрівся з Райбеком і командою Hell No (Кейн і Брайан). У цьому дебютному для Щита поєдинку вони зуміли здобути перемогу. Після TLC Щит продовжив допомагати Панку. 7 січня під час поєдинку Панку і Райбека за титул чемпіона WWE вони атакували останнього, що призвело до того, що Панк зберіг за собою чемпіонський титул [16]. На PPV Королівська битва (2013) під час матчу Скелі проти СМ Панка за титул чемпіона WWE в залі несподівано згасло світло, і Скеля був атакований невідомими, у результаті чого Панк зумів його втримати. Незважаючи на те, що нападників ніхто не бачив, у цьому нападі звинуватили Щит, а матч Скелі і Панку був розпочатий заново [17]. Наступного дня під час RAW Щит напали на Джона Сіну, якому на допомогу прийшли Райбек і Шімус. Пізніше на шоу Вінс Макмэн заявив, що в нього є інформація, що Панк та/або Підлогу Хейман платять Щита і Бреду Меддоксу за допомогу [18]. Це призвело до поєдинку 3 проти 3 на PPV Elimination Chamber [19][20], у якому Щит здобули перемогу [21]. Пізніше проти Щита об'єдналися Шімус і Ренді Ортон. Проте їх було недостатньо, і незабаром до них приєднався Біг Шоу. Протистояння вилилося в матч на PPV Реслманії 29. У матчі Ортон вкрав тег у Шоу, за що гігант вирубав Ренді, і Ренді був утриманий. Трохи пізніше Щит виявив бажання відібрати командні титули у Деніеля Брайана і Кейна. На PPV Extreme Rules (2013) Роман Рейнс і Сет Роллінс перемогли команду Hell No і стали новими командними чемпіонами WWE. На наступному RAW вони перемогли Hell No Кофі Кінгстона, після Гарпуна на Кейна від Рейнса і успішного утримання. На RAW від 3 червня Щит билися проти Hell No і Ренді Ортона. На PPV Payback (2013) були призначені матчі, у яких Дін Емброус буде захищати свій титул чемпіона США від колишнього командного чемпіона — Кейна, а командні чемпіони — Роман Рейнс і Сет Роллінс будуть захищати свої титули від іншого колишнього командного чемпіона — Деніела Брайана і Ренді Ортона, і тут знову всі троє змогли успішно зберегти свої титули. 14 липня на PPV Money in the Bank (2013) Kickoff командні Чемпіони Роман Рейнс і Сет Роллінс захищали свої титули від Братів Усо. У цьому матчі виграли Щит. На RAW від 12 серпня після Батл Роял за тайтл-шот на чемпіонство США на PPV SummerSlam (2013) Щит спробували напасти на переможців цього матчу— Роба Ван Дама і Марка Генрі. Але тут заграла музика Біг Шоу, і він повернувся в компанію за останні два з половиною місяці, вийшов на ринг і Щит просто з переляку пішли. На PPV SummerSlam (2013) Роб Ван Дам переміг по дискваліфікації Емброуза після втручання Рейнса і Роллінса.
Після PPV Щит стали охороняти Нову Корпорацію, до якої входили Вінс і Стефані Макмехони, Гравець і Ренді Ортон, тобто коли вони були на рингу. На PPV Night of Champions (2013) Kickoff Prime Time Players перемогли в командному матчі п'яти команд на вибування і отримали можливість битися проти командних чемпіонів WWE — Сету Роллинса і Романа Рейнса пізніше на шоу. У цьому матчі перемогли Щит і зберегли свої титули. На SmackDown! від 20 вересня, на початку шоу, генеральний менеджер цієї арени — Вікі Герреро, призначила серію Гадникап матчів 11 3 між Щитом і реслерами, які вибігли на допомогу Деніелу Брайану на RAW. Але вийшов «Король Королів» Triple H, зупинив матч і почав лаяти Вікі Герреро, після чого всі пішли з рингу. В кінці SmackDown! Щит бився проти Братів Усо і Брайана, і програли після того, як Брайан втримав Емброуза. На наступному RAW Щит брали участь у Гандикап матчі на вибування 11 3 проти реслерів, яке напали на них тижнем раніше. Під час їх виходу на арену на них напали повернувся Коді Роудс і Голдаст. На RAW від 30 вересня Щит напали на Коді Роудса, Дастіна Роудса (Голдаста) і їх батька — Дасті Роудса. Вони їх добряче побили, Голдаст отримав Гарпун від Рейнса, а Коді отримав Потрійний Пауэрбомбу. Після цього на PPV Battleground (2013) призначили матч між Коді і Дастіном Роудсами проти двох представників Щита, а саме — Романа Рейнса і Сета Роллинса. На наступному SmackDown! генеральний директор Triple H повідомив, що Біг Шоу сьогодні буде битися зі Щитом і Ренді Ортоном Гандикап у чотири матчі на одного. Сам матч закінчився без результату, після того, як Дін Эмброус спробував вдарити Гіганта стільцем. На PPV Battleground Роман Рейнс і Сет Роллінс програли Коді Роудсу і Голдасту, після Крос Роудс від Коді на Роллинсе. Через тиждень на RAW, Рейнс і Роллінс захищали свої титули від Братів Роудсов. Перед матчем Гравець повідомив, що цей матч пройде без дискваліфікацій. В кінці поєдинку вийшов Біг Шоу, нокаутував усіх учасників угруповання, після чого Коді Роудс втримав Романа Рейнса. На PPV Hell in a Cell (2013) Роллінс Рейнс і не змогли повернути собі титули, знову програвши Братам Роудсам.

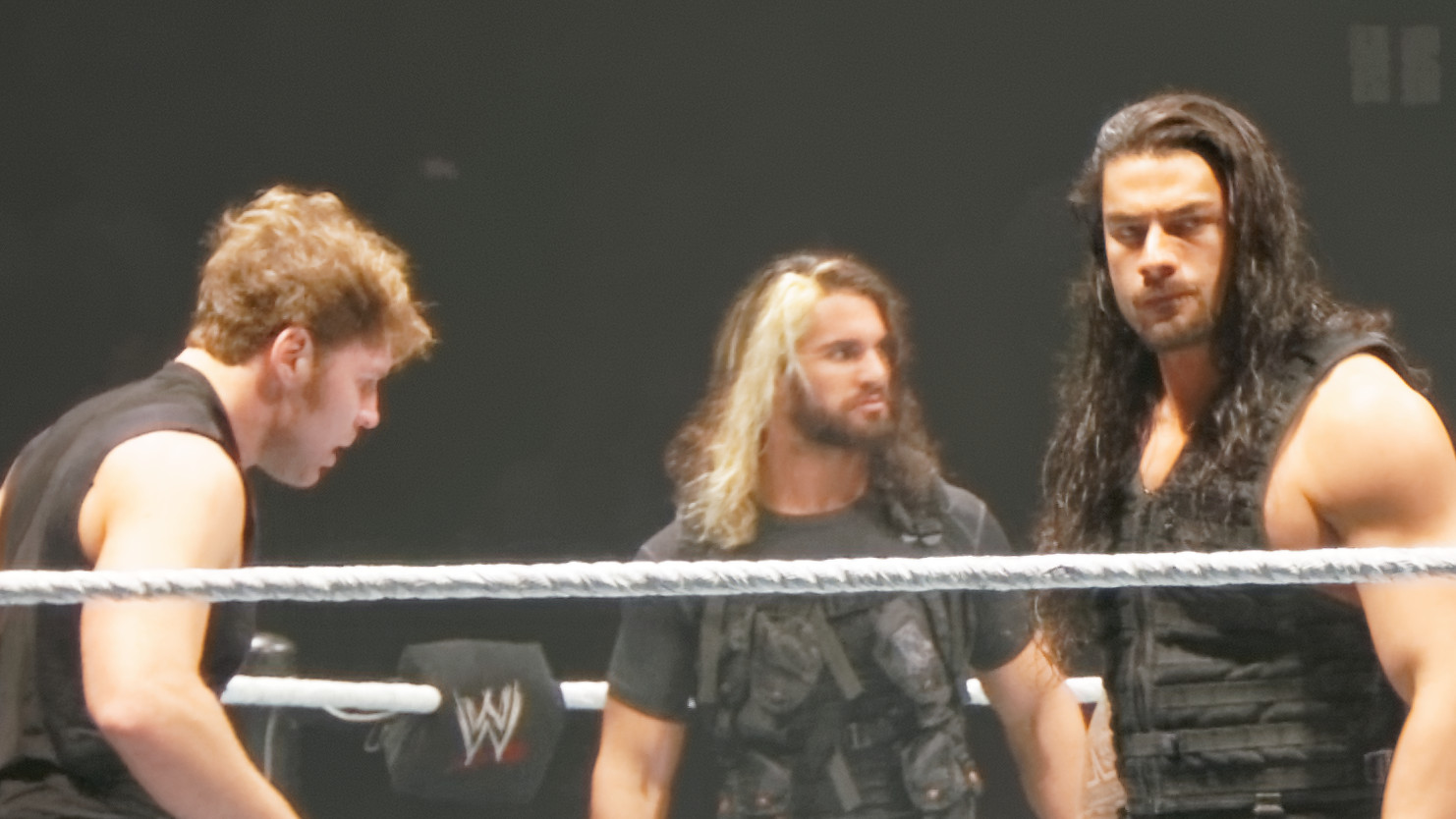
«Щит» у листопаді 2013 року.

24 листопада на PPV Survivor Series (2013) відбувся матч Братів Усо, Роудсов і Рея Містерія проти Щита і Справжніх Американців, де Роман Рейнс укінці матчу здобув перемогу, провівши гарпун на Реї Містерія. Після цього Щит на наступному RAW атакував СМ Панка. Через тиждень на RAW СМ Панк розкритикував COO WWE — Гравця. Стефані Макмен і «Директор по операціях» Кейну це не сподобалося, згодом останній призначений Гандикап матч 3 на 1 на PPV TLC: Tables, Ladders & Chairs (2013) між Щитом і СМ Панком. На PPV TLC (2013) СМ Панк переміг Щит після того, як Роман Рейнс випадково провів гарпун на Емброусе. На наступному RAW Щит переміг СМ Панка і Братів Усо. На SmackDown! від 27 грудня Роман Рейнс переміг Марка Генрі. На RAW Old School від 6 січня Роман Рейнс переміг СМ Панка. На PPV Королівська битва (2014) Роман вийшов під № 15 і був викинутий останнім Батістою, при цьому Роман встановив рекорд, усунувши 12 осіб, також Рейнс викинув Сета Роллінса і Діна Емброуза. На наступному RAW Джон Сіна, Шімус і Деніел Брайан повинні були битися проти угруповання Щит з умовою, що переможці будуть включені в поєдинок у Клітці Знищення за титул Чемпіона світу у важкій вазі WWE. У цьому поєдинку перемогли Сіна, Шімус і Брайан по дискваліфікації після втручання Сім'ї Уайаттов. На наступному SmackDown! вийшла вся угруповання Щит і стала обговорювати свою поразку на RAW, а також заявила, що їм потрібно розібратись з Сім'єю Уайаттов. Після цього вийшов Гравець і спробував заспокоїти Щит, але Роман Рейнс йому заперечив, після чого призначив їм матч на PPV Elimination Chamber (2014): Сім'я Уайаттов проти Щита. На RAW від 10 лютого Щит і Уайатты мало не побилися, але Брей Уайатт наказав Люку Гарпера і Еріку Рована відступити. Це ж і сталося на наступному RAW, і знову Брей зупинив своїх слуг. На PPV Elimination Chamber (2014) Сім'я Уайаттов перемогла Щит. На наступному RAW Брей Уайатт переміг Романа Рейнса по дискваліфікації. На RAW від 3 березня Сім'я Уайаттов знову перемогла Щит, після того, як Сет Роллінс відмовився битися за свою команду. На наступному SmackDown! від 7 березня угруповання помирилася.

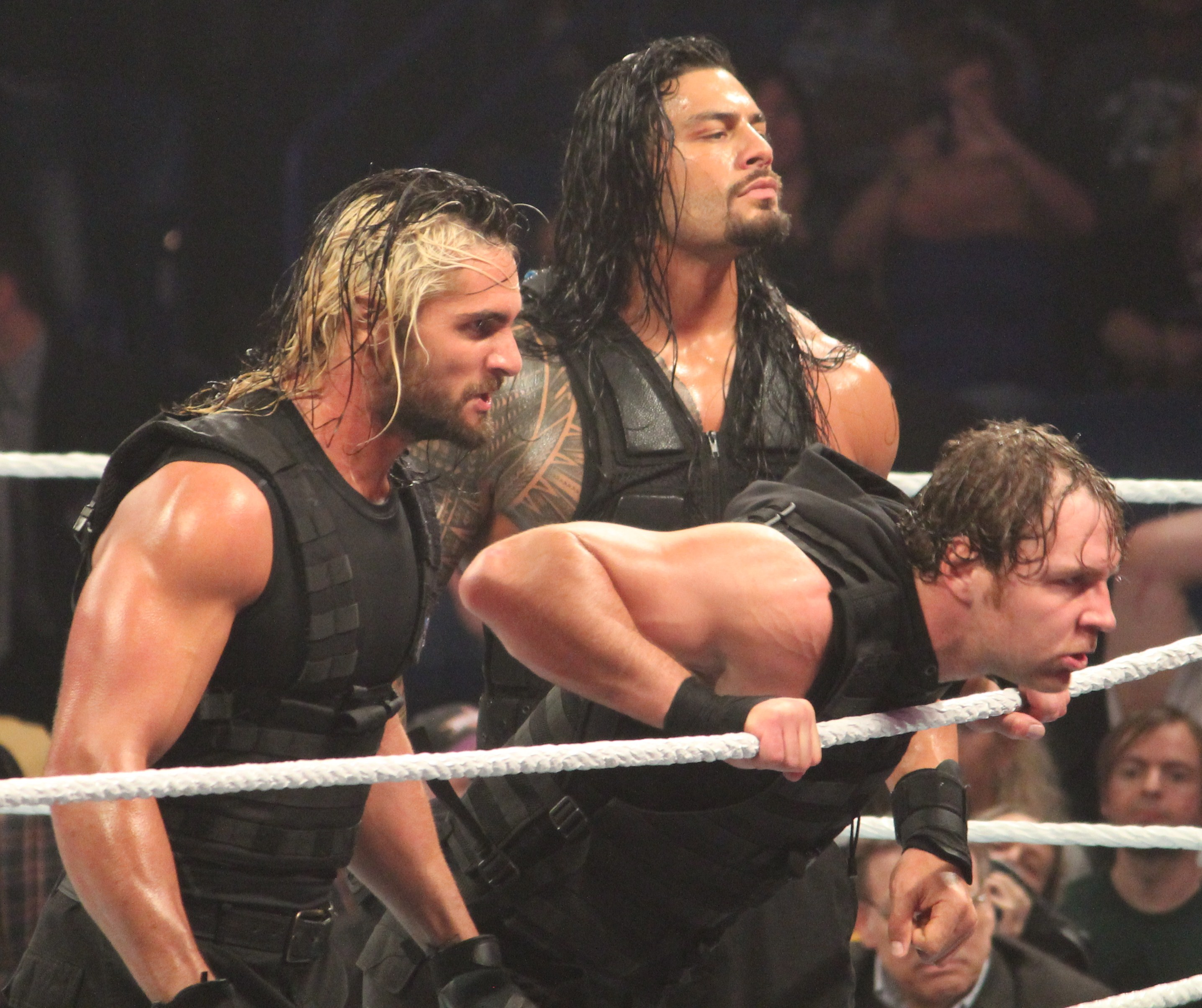
«Щіт» на ринзі RAW 7 квітня.

На SmackDown! від 14 березня Кейн попросив Щит стояти біля рингу під час матчу проти Біг Шоу, але вони відмовили йому. Щит все-таки вийшли в ринг під час цього матчу, однак вони перешкодили Кейну перемогти, тим самим зробивши фейс-терен. На наступному RAW Пси Справедливості напали на Червоного Монстра і провели йому Потрійну Пауэрбомбу. На SmackDown! від 21 березня Кейн напав за рингом на Романа Рейнса, після чого йому на допомогу прибігли Ізгої Нового Століття (Дорожній Пес і Біллі Ганн), а Справжні Американці (Джек Сваггер і Антоніо Сезаро), Райбек і Кертіс Аксель стали бити Діна Эмброуса і Сета Роллинса на рингу. На наступному RAW був офіційно призначений матч на PPV Реслманії XXX між Щитом і Кейном з Ізгоями Нового Століття. На PPV Реслманії ХХХ Щит перемогли Кейна і Ізгоїв Нового Століття.
На RAW від 7 квітня Щит атакували Кейна, Батісту і Ортона, і Роман Рейнс провів Гарпун Гравцеві. На наступному RAW вийшли Triple H, Ренді Ортон і Батіста і провели свої фінішери всім учасникам Щита. На Smackdown! від 18 квітня вийшов Гравець і сказав, що на PPV Extreme Rules (2014) Щит зустрінеться з Еволюцією. На PPV Extreme Rules (2014) Щит переміг завдяки Роману Рейнсу, який провів гарпун на Батисті. На RAW від 12 травня Щит атакували Еволюцію і побили їх. На цьому ж випуску був призначений матч проти Батісти Романа Рейнса. Матч Батісти й Рэйнса закінчився з дискваліфікацією після того, як Triple H атакував Роману. Зав'язалася бійка, і Стефані викликала багатьох хилово компанії на підмогу Еволюції, але Щита вдалося впоратися з усіма. Після цього був призначений матч на PPV Payback (2014) — Еволюція проти Щита. На PPV Payback (2014) Щит перемогли Еволюція в поєдинку без обмежень на вибування. На наступному RAW Сет Роллінс атакував Рейнса й Емброуза перед матчем Ортона і Рейнса, тим самим Роллінс здійснив хілл-терн і пішов з угруповання.

#### Контроверсійний підйом до мейн івент статусу (2014—2015)

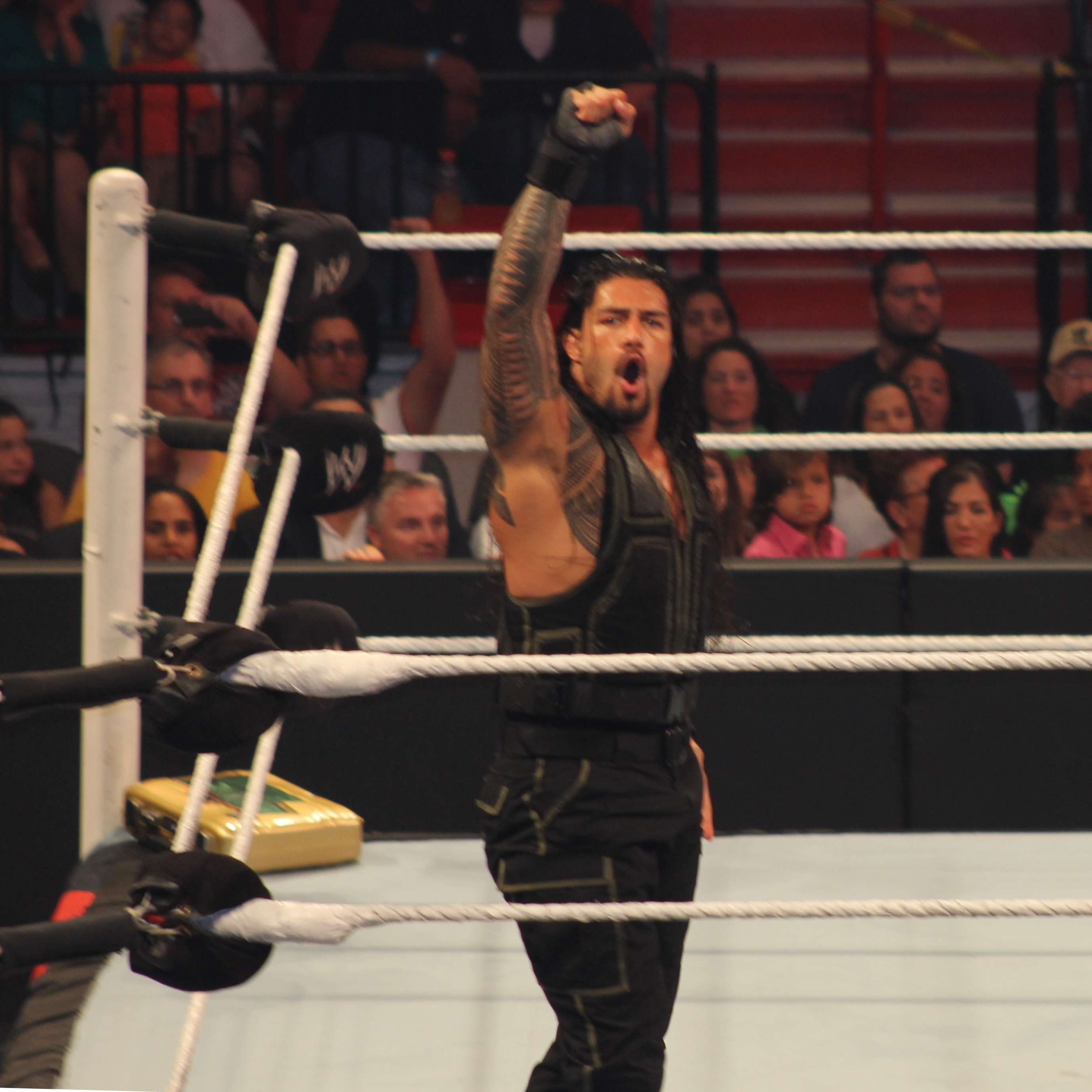
Роман Рейнс у поєдинку проти Кейна.

На RAW від 16 червня Роман Рейнс переміг у Battle Royal за право брати участь у поєдинку на PPV Money in the Bank (2014) за титул Чемпіона світу у важкій вазі. На наступному SmackDown! від 20 червня Роман Рейнс, Джон Сіна і Шеймус перемогли Ренді Ортона, Альберто Дель Ріо, Сезаро і Брэя Уайатта. На PPV Money in the Bank Роман Рейнс не зміг виграти вакантні титули. На наступному Raw Тріпл Ейч оголосив, що Джон Сіна буде захищати свої титули на PPV Battleground проти Романа Рейнса, Ренді Ортона і Кейна. На Battleground Сіна зміг відстояти титули. На Raw від 21 липня Роман Рейнс напав на Ренді Ортона під час того, коли Тріпл Ейч брав рішення щодо суперника Джона Сіни за титул Чемпіона світу у важкій вазі WWE на PPV SummerSlam. На SummerSlam (2014) Роман Рейнс зміг перемогти Ренді Ортона.
На Raw від 25 серпня Роман Рейнс напав на Сету Роллінса і Кейна під час хвалебної промови Діну Эмброусу. В наступні тижні Рейнс і Роллінс (з Кейном і Ортоном) нападали на один одного, і кожен втручався в хід інших матчів. Але 20 вересня у Рейнса діагностували ускладнення грижі, яка потребувала хірургічного втручання. Терміново була проведена операція. 20 вересня на офіційному сайті WWE з'явилася інформація, що Рейнс не зможе битися з Сетом Роллінсом на PPV Night of Champions.
Роман повернувся 8 грудня на RAW "Slammy Award" де йому вручили статуетку Суперзірка року. На PPV TLC: Tables, Ladders, Chairs… and Stairs Роман Рейнс допоміг Джону Синьо в матчі проти Сета Роллинса, атакувавши Біг Шоу. Перший матч після повернення провів на SmackDown! від 19 грудня, в цьому матчі Рейнс зміг здобути перемогу над Фанданго. На RAW від 29 грудня Роман Рейнс переміг по дискваліфікації Сету Роллинса, після того, як матч втрутився Біг Шоу. На наступному SmackDown! Роман Рейнс помстився Біг Шоу, перекинувши на нього коментаторський стіл.
На PPV Королівська битва (2015) переміг в Королівській Битві і забезпечив собі титульний поєдинок на WWE Wrestlemania 31. Після перемоги, глядачі масово освистували Рейнса, не дивлячись на виступи фейсом. 2 лютого на RAW Triple H оголосив, що на WWE Fastlane Роман Рейнс буде захищати свій тайтл-шот від Деніела Брайана. На WWE Fastlane Роман Рейнс переміг Деніела Брайана, тим самим захистив свій тайтл-шот матч на Реслманії 31. На Raw від 23 березня Роман Рейнс і Брок Леснар нарешті зустрілися лицем до лиця, але бійки між ними не було, Леснар позував з титулом, але Роман забрав собі титул. На Реслманії 31, під час матчу Брока Леснара і Романа Рейнса, несподівано з'явився Сет Роллінс і використовував свій кейс Money in the Bank, ставши новим чемпіоном світу у важкій вазі за версією WWE.
На RAW від 6 квітня Роман Рейнс переміг Біг Шоу. На SmackDown! від 16 квітня Біг Шоу викликав Рейнса на поєдинок на Extreme Rules (2015) у матч Last Man Standing з якого Роман вийшов переможцем. На Payback (2015) Чемпіон світу у важкій вазі WWE Сет Роллінс зміг перемогти Ренді Ортона, Діна Эмброуса і Романа Рейнса. 14 червня на Money in the Bank, Рейнс змагався у своєму першому матчі Money in the Bank, який він не зміг виграти, після втручання Брея Ваятта, який атакував його. 17 липня на Battleground, Ваятт здолав Рейнса після втручання Люка Гарпера, який атакував його. Він заручиться допомогою Емброуза, аби протистояти реформованій Родині Ваятт, у підсумку перемігши дует Ваятта і Гарпера на SummerSlam 23 серпня. Наступного вечора на Raw, Рейнса і Емброуза атакував новий учасник Родини Ваятт, дебютант Браун Строуман. 20 вересня на Night of Champions, Рейнс і Емброуз змагалися у команді разом з Крісом Джеріко, але програли Ваятту, Гарперу і Строуману. Протистояння між Рейнсом і Ваяттом закінчилося на PPV Hell in a Cell 25 жовтня, де Рейнс здолав Ваятта у матчі Hell in a Cell.

#### Чемпіон WWE (2015—2016)

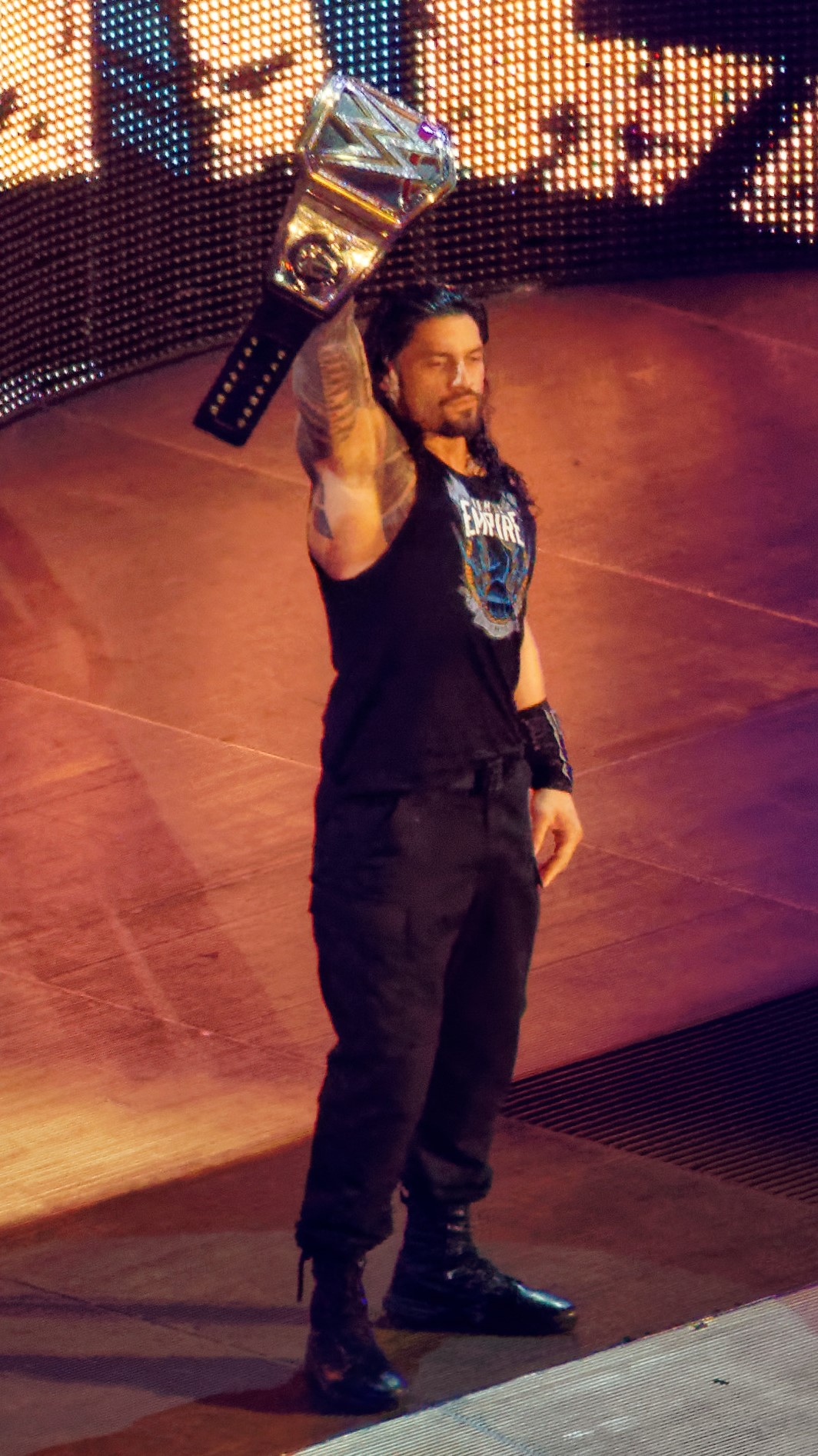
Рейнс у своєму третьому рейні Чемпіона Світу у важкій вазі WWE у квітні 2016 р.

На випуску Raw від 26 жовтня, Рейнс здолав Альберто дель Ріо, Дольфа Зігглера, і Кевіна Овенса у матчі фатальної четвірки, ставши претендентом номер один на Чемпіонство Світу у важкій вазі WWE. Однак, чемпіон Сет Роллінс отримав справжню травму коліна 4 листопада, і вакантував титул наступного дня, що призвело до турніру за звання нового чемпіона. Рейнс здолав Біг Шоу в першому раунді, Сезаро у чвертьфіналі, Альберто дель Ріо у півфіналі, і Діна Емброуза у фіналі на Survivor Series 22 листопада, вигравши Чемпіонство Світу у важкій вазі WWE вперше. Одразу після, Шеймус закешив свій контракт Money in the Bank, і переміг Рейнса, тим самим закінчивши рейн через п'ять хвилин. 13 грудня, Рейнс не зміг повернути титул у Шеймуса у матчі зі столами, драбинами і стільцями на TLC: Tables, Ladders & Chairs після втручання від Ліги Націй (Альберто дель Ріо і Русєв), а після матчу атакував Тріпл Ейча у гніві. Наступного вечора на Raw, Вінс МакМен дав Рейнсу матч-реванш проти Шеймуса за умови, що якщо Рейнс програє, то він має закінчити кар'єру. Рейнс зміг перемогти, не зважаючи на втручання МакМена, дель Ріо і Русєва, у процесі вигравши Чемпіонство Світу у важкій вазі WWE.
Рейнс був змушений захищати своє чемпіонство у Королівській Битві на однойменному шоу 24 січня 2016 року. У самому матчі, Рейнс був викинутий переможцем Тріпл Ейчем, тим самим програвши чемпіонство. На Fastlane 22 лютого, Рейнс здолав Брока Леснара і Діна Емброуза у матчі потрійної загрози, отримавши матч проти Тріпл Ейча за Чемпіонство Світу у важкій вазі WWE на Реслманії 32 3 квітня, де він переміг Тріпл Ейча у головній події, ставши Чемпіоном Світу у важкій вазі WWE втретє. Після Реслманії, Рейнс почав протистояння з Ей Джей Стайлзом, і успішно захистив чемпіонство проти нього на Payback 1 травня, і на Extreme Rules у матчі за екстремальними правилами 22 травня. Після останнього матчу, Рейнса атакував Сет Роллінс, який щойно повернувся.
На Money in the Bank 19 червня, Рейнс програв Роллінсу, тим самим вперше програвши чисто в основному ростері, і закінчивши рейн у 77 дні. 21 червня, Аноа'й був по справжньому відсторонений WWE на 30 днів через порушення оздоровчої програми WWE — внутрішньої програми на тест на заборонені речовини. За даними медіа, WWE знали про порушення Аноа'й ще до події, тому було прописано, що він програє титул.
19 липня на Драфті WWE 2016 Рейнса було задрафтовано на боенд Raw. Не дивлячись на відсторонення Рейнса, WWE продовжували рекламувати його як частину головної події Battleground, і визнавали відсторонення Рейнса на телебаченні. На Battleground 24 липня Рейнс здійснив своє телевізійне повернення, зустрівшись з Роллінсом і Емброузом за нещодавно перейменоване Чемпіонство WWE, яке виграв Емброуз. Наступного вечора на Raw, Рейнс також не зміг отримати претендентство на щойно анонсоване Чемпіонство Всесвіту проти Роллінса на SummerSlam 21 серпня, оскільки програв дебютанту Фінну Балору у кваліфікаційному матчі.

#### Чемпіон великого шолому (2016—2018)

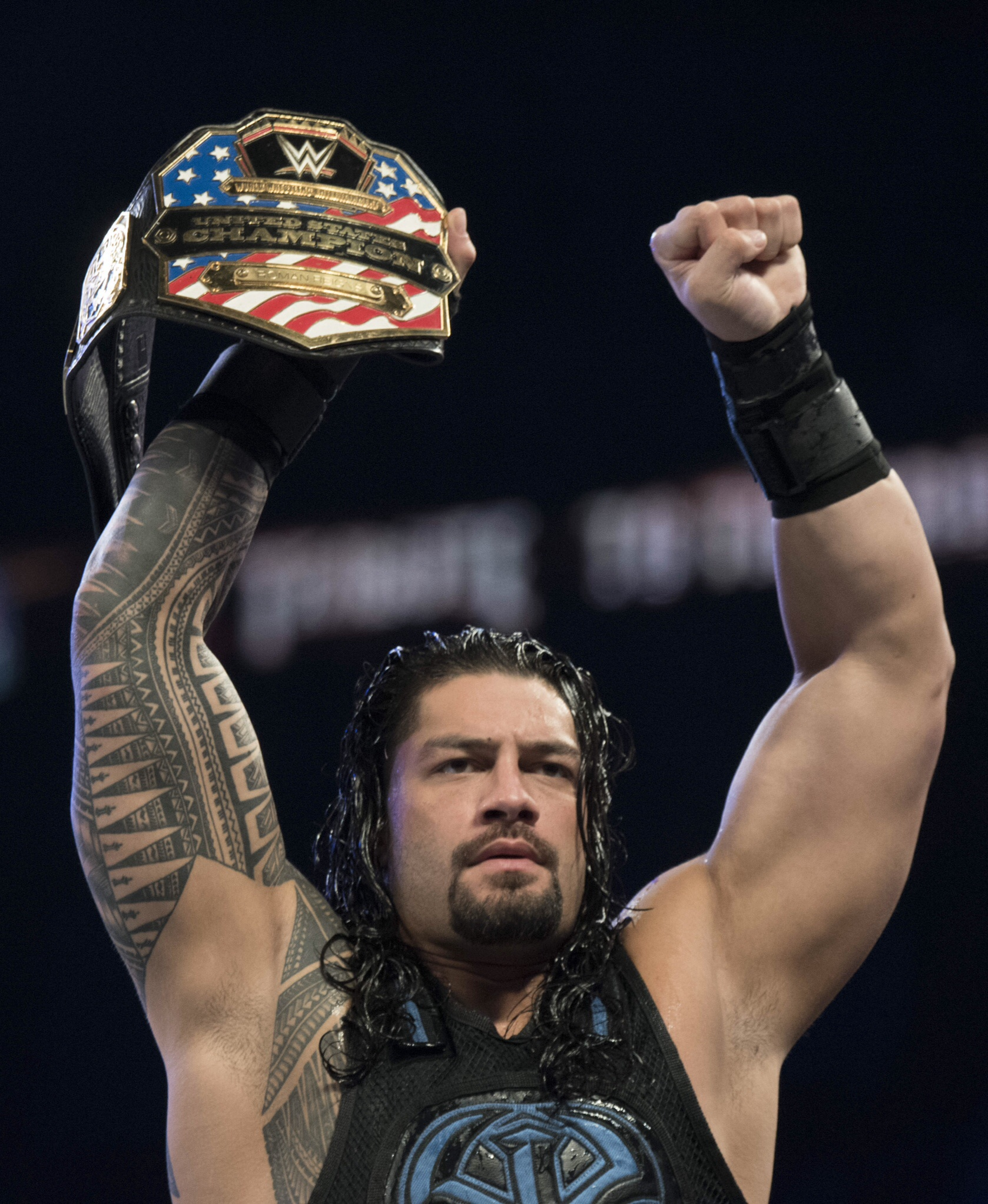
Після протистояння за Чемпіонство Світу у важкій вазі WWE, Рейнс був задрафтований на Raw і виграв Чемпіонство Сполучених Штатів у вересні 2016 р.

У серпні Рейнс почав протистояння з Чемпіоном Сполучених Штатів Русевим, спровокувавши титульний матч між двома на SummerSlam. На самій події 21 серпня Рейнс і Русев почали бій ще до матчу, через що матч завершився без результату. У матчі-реванші на Clash of Champions 25 вересня Рейнс здолав Русева, вигравши Чемпіонство Сполучених Штатів і зберіг титул проти Русева у матчі Hell in a Cell на однойменному шоу 30 жовтня, завершивши їх протистояння. На Survivor Series 20 листопада Рейнс був частиною команди Raw разом з Брауном Строуманом, Крісом Джеріко, Кевіном Овенсом і Сетом Роллінсом у програшному матчі проти команди SmackDown. На Roadblock: End of the Line 18 грудня Рейнс зустрівся з Овенсом за Чемпіонство Всесвіту, але програв через дискваліфікацію, після того, як Кріс Джеріко атакував Овенса, аби Рейнс не виграв матч і титул. На випуску Raw від 9 січня 2017 року Рейнс програв Чемпіонство Сполучених Штатів Крісу Джеріко у гандикап матчі, який також включав Овенса, закінчивши рейн у 106 днів.

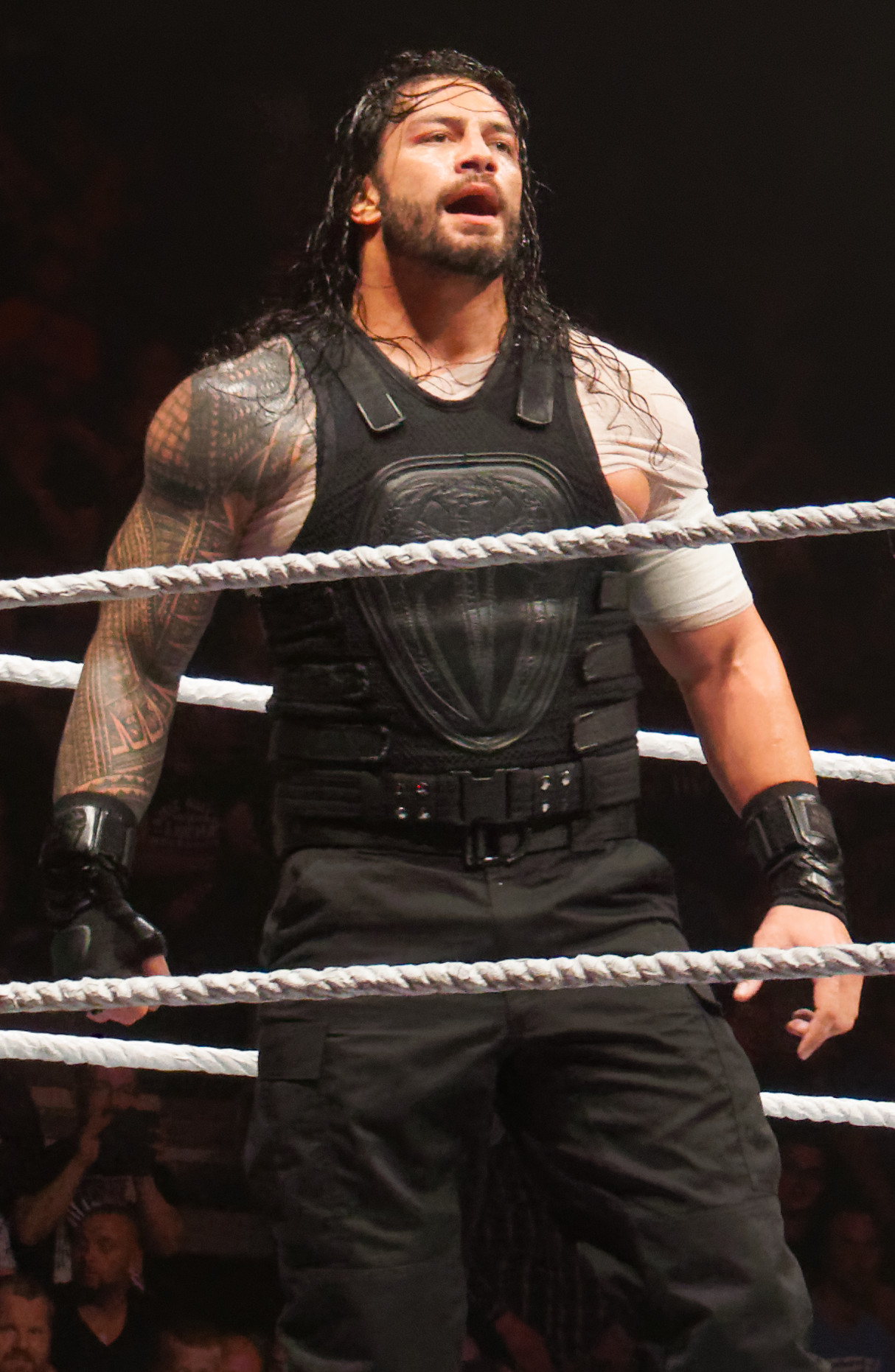
Рейнс у травні 2017 р.

Це призвело до матчу-реваншу без дискваліфікацій проти Кевіна Овенса за Чемпіонство Всесвіту на Королівській Битві 29 січня, де Джеріко був поміщений в акулячу клітку, що висіла над рингом, де Рейнс програв після втручання Брауна Строумана. Пізніше на події Рейнс вийшов під 30 номером у матч Королівської Битви, викинувши Брея Ваятта, Кріса Джеріко, і Андертейкера, перед тим як бути викинутим Ренді Ортоном останнім. На Fastlane 5 березня Рейнс здолав Строумана, завдавши йому першої поразки через утримання в основному ростері. Наступного вечора на Raw, Рейнсу було проведено чоукслем Андертейкером, після того, як вони обидва атакували Строумана. Це призвело до матчу без заборон між Рейнсом і Андертейкером на Реслманії 33 2 квітня, який Рейнс виграв у своїй третій головній події Реслманії підряд. Наступного вечора на Raw, Рейнс відкрив шоу під 10-хвилинне освистування і вигуки фанатів, з метою не дати йому говорити, перед тим як сказав лише "Тепер це мій двір", і покинув ринг. Згодом, Рейнс продовжив протистояння зі Строуманом, який травмував Рейнсу плече. Матч між ними було призначено на Payback 3 квітня, який Рейнс програв. Протистояння між двома було відкладено через справжню травму ліктя Строумана.

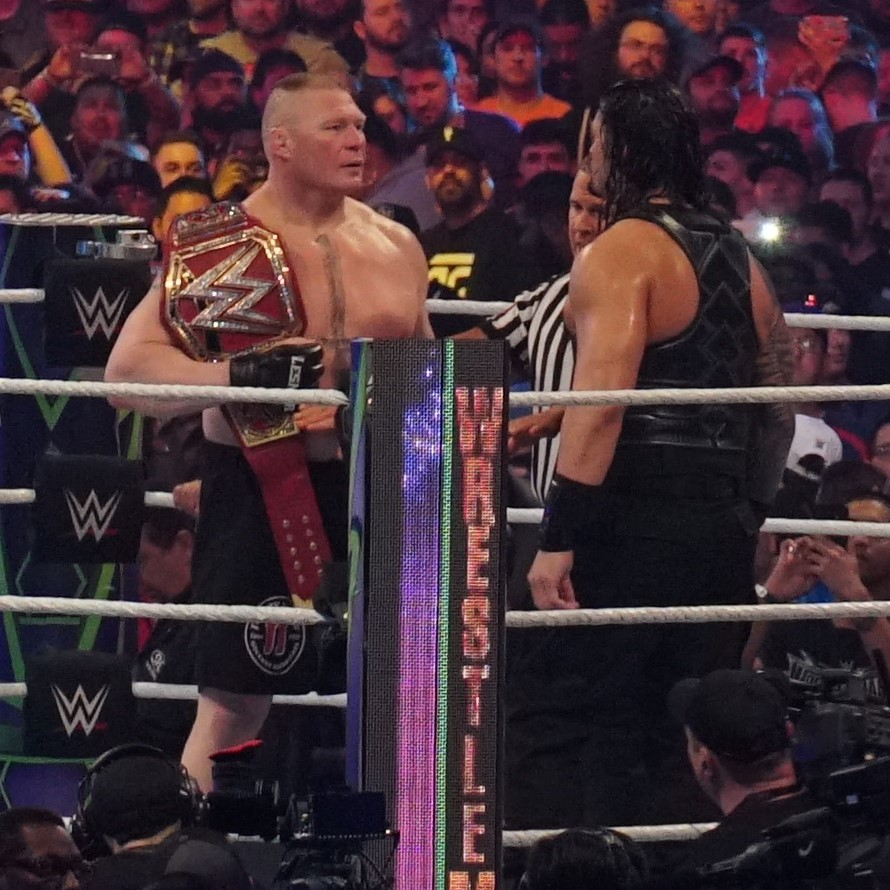
Рейнс та Брок Леснар перед їхнім матчем за Чемпіонство Всесвіту на Реслманії 34.

Рейнс брав участь у матчі фатальної п'ятірки на Extreme Rules 4 червня проти Брея Ваятта, Фінна Балора, Самоа Джо, і Сета Роллінса, де переможець отримав би претенденство номер один на Чемпіонство Всесвіту. Джо виграв матч, після того як здолав Балора в задушливому больовому прийомі. На випуску Raw від 19 червня Рейнс був атакований Строуманом, який щойно повернувся, а той викликав Рейнса на матч з машинами швидкої допомоги на Great Balls of Fire 9 липня, який Рейнс програв. На SummerSlam 20 серпня Рейнс був утриманий Броком Леснаром у матчі за Чемпіонство Всесвіту, який також включав Строумана і Джо. Після цього Рейнс почав протистояння з Джоном Сіною, що призвело до матчу на No Mercy 24 вересня, який Рейнс виграв. Наступного вечора на Raw Рейнс описав перемогу над Сіною як найбільшу в його кар'єрі. У жовтні через взаємні проблеми з Мізом, Мізтураж (Бо Даллас і Кертіс Аксель) і Сезаро та Шеймусом, Рейнс, Емброуз і Роллінс вирішили відновити Щит, аби протистояти вищезгаданому альянсу. Рейнс планував виступити в команді з Роллінсом і Емброузом на TLC: Tables, Ladders & Chairs 22 жовтня, але був виключений з матчу через хворобу. Його замінив Курт Енгл, а Щит виграв матч.
Рейнс повернувся на випуску Raw від 13 листопада і викликав Новий День (Біг І, Кофі Кінгстон і Ксав'є Вудс) на командний матч 3 на 3 на Survivor Series. На події 19 листопада Щит здобув перемогу над Новим Днем. Наступного вечора на Raw Рейнс здолав Міза у матчі за Інтерконтинентальне Чемпіонство, тим самим ставши двадцять восьмим чемпіоном Потрійної корони і сімнадцятим чемпіоном Великого шолому, другим учасником Щита після Емброуза, який здобув Великий шолом. Після виграшу титулу Рейнс успішно захистив титул проти Елаяса, Джейсона Джордана, Сезаро, і Самоа Джо, перед тим як програти титул назад Мізу на 25 річниці Raw 22 січня 2018 року, закінчивши рейн у 63 дні.
Рейнс брав участь у матчі Королівської Битви 2018 28 січня, ставши останнім учасником, який був викинутий переможцем Шинске Накамурою Після перемоги Бреєм Ваяттом на випуску Raw від 5 лютого, Рейнс кваліфікувався до матчу Elimination Chamber, який він виграв, заробивши право зустрітися з Броком Леснаром за Чемпіонство Всесвіту на Реслманії 34. На Реслманії 8 квітня, Рейнс не зміг виграти чемпіонство у Леснара. Вони мали матч-реванш за чемпіонство на Greatest Royal Rumble 27 квітня, у матчі в сталевій клітці, який Рейнс програв через те, що провів гарпун через клітку за межі рингу.
Після перемоги над Самоа Джо на Backlash 6 травня, і Джиндером Махалом на Money in the Bank 17 червня, Рейнс почав протистояння з Боббі Лешлі, у якому обидва вважали, що вони легітимні претенденти на чемпіонство Леснара. Було призначено матч на Extreme Rules 15 червня, який Лешлі виграв. Наступного вечора на Raw, було призначено два матчі отрійної загрози на претенденство за чемпіонство Леснара на SummerSlam. Рейнс і Лешлі виграли свої матчі відповідно, тим самим отримавши матч між собою за претенденство номер один наступного тижня, який Рейнс виграв. На SummerSlam 19 серпня, Рейнс здолав Леснара і виграв Чемпіонство Всесвіту вперше в кар'єрі. Рейнс відновив ворожнечу з Брауном Строуманом, який тримав кейс Money in the Bank. Строуман також утворив союз з Дольфом Зігглером і Дрю МакІнтайром аби протистояти Щиту. Згодом Рейнс зустрівся зі Строуманом на Hell in a Cell 16 вересня у матчі Hell in a Cell, який закінчився без результату після повернення Брока Леснара, який атакував обох. 6 жовтня на Super Show-Down. Щит здолав Строумана, Зігглера і МакІнтайра у командному матчі 3-на-3, перед тим, як програли їм у матчі-реванші на Raw через 2 дні.
Було призначено матч потрійної загрози між Рейнсом, Строуманом і Леснаром за Чемпіонство Всесвіту на Crown Jewel однак 22 жовтня, Рейнс здав титул і анонсував перерву у виступах на Raw, заявивши, що лейкемія повернулася через 11 років після лікування і ремісії. Після анонсу, Рейнс пішов на невизначену перерву на лікування. Вперше йому діагностували лейкемію у травні 2007, коли його підписали Міннесота Вайкінгс, і пішов у ремісію через два роки.

#### Повернення після лейкемії (2019—2020)

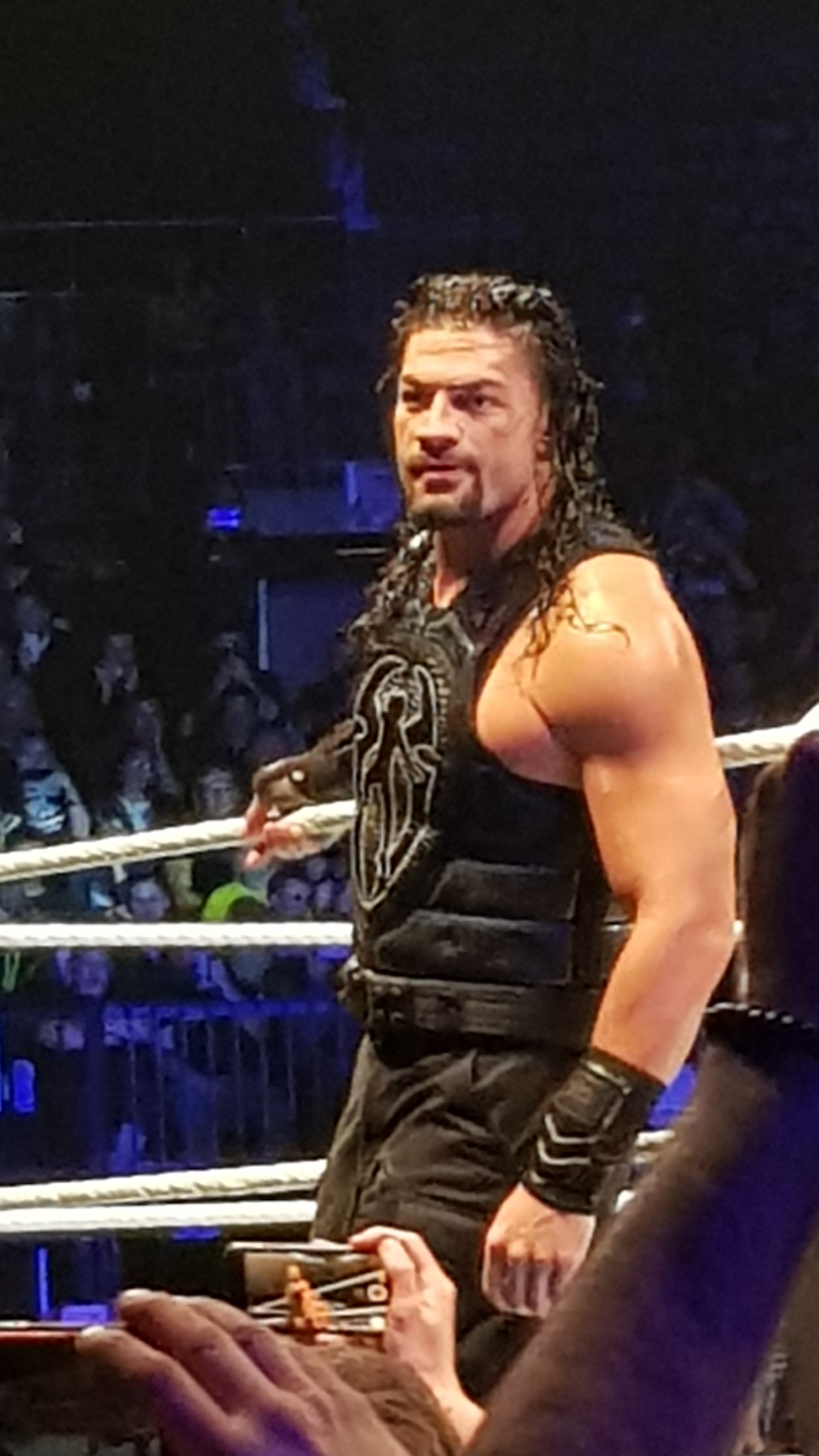
Рейнс у травні 2019 р.

25 лютого 2019 року Рейнс здійснив своє повернення на Raw, що в нього ремісія від лейкемії, отримавши гучні овації від глядачів. Пізніше того ж вечора Рейнс і Роллінс з'являться, аби допомогти Емброузу від атак Дрю МакІнтайра, Боббі Лешлі, Елаяса, і Барона Корбіна. Наступного тижня на Raw, Емброуз допоміг Рейнсу і Роллінсу від атак цієї ж четвірки, перед тим, як тріо виконало свою фірмову позу, офіційно об'єднавши угрупування втретє. Щит здолали команду МакІнтайра, Лешлі, і Корбіна на Fastlane 10 березня. На випуску Raw від 25 травня, Рейнс прийняв виклик Дрю МакІнтайра на матч на Реслманії 35. На події 7 квітня, Рейнс успішно переміг МакІнтайра.
Під час WWE Superstar Shake-up, Рейнса було задрафтовано на бренд SmackDown на випуску SmackDown від 16 квітня, будучи анонсованим як "найбільше придбання SmackDown", а також майбутнє SmackDown і WWE. Під час випуску, Рейнс атакував Елаяса і Вінса МакМена. Наступного тижня, Елаяс викликав Рейнса на матч на Money in the Bank 19 травня, який Рейнс прийняв, і у підсумку виграв. На випуску Raw від 20 травня, Рейнс, скориставшись правилом wild card, перервав Шейна МакМена, який досі сердився на Рейнса за атаку на його батька. Згодом, Рейнс викликав Шейна на матч на Super ShowDown, який він згодом прийняв. На Super ShowDown 7 червня, Рейнс програв МакМену після втручання від МакІнтайра. Рейнс здолав МакІнтайра на Stomping Grounds 23 червня, не зважаючи на втручання від МакМена. Наступного вечора на Raw Рейнс був урятований Андертейкером від побиття від МакМена і МакІнтайра. Рейнс і Андертейкер здолали МакМена і МакІнтайра в командному матчі без обмежень на Extreme Rules 14 липня.
На випуску SmackDown від 30 липня невстановлена особа штовхнула освітлювальне обладнання на Рейнса. Наступного тижня Рейнс знову став ціллю нападника, коли він був збитий машиною. Після виключення Самоа Джо і Бадді Мерфі зі списку підозрюваних Рейнс далі почав підозрювати Деніела Браяна і Еріка Ровена через свідчення Мерфі та, здавалося б, викривальні відеозаписи. Однак Браян показав нападника, який просто нагадував Ровена. Усе ж Рейнс знайшов додаткові відеозаписи, де показано, як Ровен штовхає обладнання. Ровен визнав це, і те, що він збив Рейнса машиною. Це призвело до розриву між Браяном і Ровеном через брехню Ровена, а матч без дискваліфікацій між Рейнсом і Ровеном було призначено на Clash of Champions 15 вересня, який Ровен виграв через втручання від Люка Гарпера, який щойно повернувся. Пізніше, Рейнс здолає Ровена у матчі з лісорубами на 20 річницю SmackDown, і згодом разом з Браяном здолає Ровена і Гарпера у командному матчі торнадо на Hell in a Cell 6 жовтня, закінчивши протистояння. На Crown Jewel 31 жовтня, Рейнс був частиною Команди Гогана (разом з Русевим, Рикошетом, Шорті Джи, і Алі), здолавши Команду Флер (Ренді Ортон, Король Корбін, Боббі Лешлі, Шинске Накамура, і Дрю МакІнтайр).
У листопаді Рейнс почав протистояння з Королем Корбіном і його союзниками Дольфом Зігглером і Робертом Рудом. Рейнса було призначено капітаном SmackDown на Survivor Series 24 листопада, де він і його чотири напарники здолали Команду Raw і Команду NXT у командному матчі на виліт 5-на-5-на-5. Під час матчу, Корбін спричинив елімінацію Мустафи Алі. У відповідь, Рейнс провів гарпун Корбіну, через що той був елімінований. Це призвело до матчу зі столами, драбинами та стільцями на PPV TLC: Tables, Ladders & Chairs 15 грудня, який Рейнс програв після втручання від Зігглера і The Revival (Скотт Довсон і Деш Вайлдер) На Королівській Битві 26 січня 2020 року, Рейнс здолав Корбіна у матчі за правилами "утримання будь де", після допомоги від Усо. Пізніше того ж вечора, він вийшов на Королівську битву, але був викинутий останнім переможцем матчу Дрю МакІнтайром. На Super ShowDown 27 лютого, Рейнс здолав Корбіна у матчі в сталевій клітці, закінчивши протистояння.
Наступного вечора на SmackDown, Рейнс кинув виклик Голдбергу на Чемпіонство Всесвіту, що призвело до призначення матчу між ними на Реслманії 36. Однак, 3 квітня, було анонсовано, що Браун Строуман замінить Рейнса на події, після того, як Рейнс відмовився брати участь на події через побоювання навколо пандемії COVID-19, будучи імунно незіхищеним після лейкемії. Після Реслманії, Рейнс продовжував бути відсутнім у програмах WWE у розпалі пандемії, розказуючи Hindustan Times: "Як на мене, я просто мав зробити вибір для моєї родини. Компанія (WWE) зробила все можливе, аби зробити робоче середовище безпечним. Це не те робоче місце, за яке я переймаюсь. Рішення було прийнято через те, що кожен виконавець так багато мандрує, і що ми така різноманітна група з усіх можливих місць. Я не переконаний, і я не можу довіряти факту, що кожен сприймає все серйозно, і залишаються вдома так само як і я. Я довіряю своє життя своїм співробітникам коли ми ступаємо на ринг, але я не можу так само довіряти, коли це стосується моїх дітей, моїй дружині, і моєї родини." Пізніше, Пол Гейман заявляв, що Рейнс офіційно розглядав себе як той, хто пішов з реслінгу під час цього періоду.

#### Вождь племені (2020—2024)

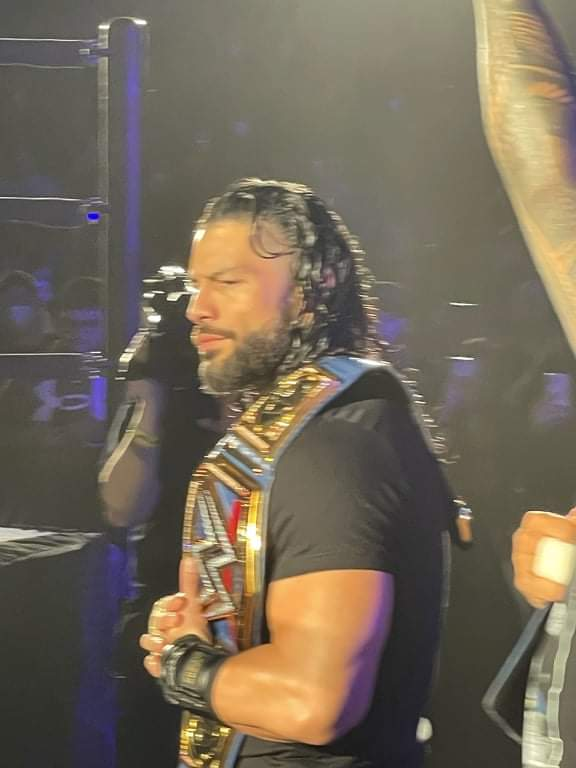
З серпня 2020 до квітня 2024, Рейнс тримав Всесвітнє Чемпіонство, найдовше протримавши цей титул в історії чемпіонства і найдовшим чемпіоном в історії компанії з 1988 р.

Рейнс повернувся на SummerSlam 23 серпня, атакувавши нового Чемпіона Всесвіту "Нечистя" Брея Ваятта, і Брауна Строумана після їх матчу за титул. Наступного випуску SmackDown, Рейнс об'єднався зі своїм новим менеджером, Полом Гейманом, ставши хілом вперше з 2014 року. На Payback 30 серпня, Рейнс здолав чемпіона "Нечистя" і Брауна Строумана у матчі потрійної загрози без обмежень, вигравши Чемпіонство Всесвіту вдруге.
Згодом, Рейнс почав протистояння зі своїм кузеном Джеєм Усо. У своєму першому чемпіонському захисті на Clash of Champions 27 вересня Рейнс зберіг титул проти Джея Усо через технічний нокаут, після того, як Рейнс жорстоко побив Джея, а Джимі Усо кинув рушник. Після цього, Рейнс надав Джею матч-реванш на PPV Hell in a Cell, а згодом було підтверджено, що матч відбудеться за правилами Hell in a Cell, з додатковим правилом, що це буде матч "I Quit". Під час протистояння з Джеєм, Рейнс успішно захистив титул проти Строумана на випуску SmackDown від 16 жовтня. На Hell in a Cell 25 жовтня, Рейнс змусив Джея сказати "I Quit" після того, як Рейнс атакував травмованого Джиммі, тим самим зберігши титул. Через поразку, Джею було наказано слідувати командам Рейнса, і звертатися до нього як "Вождь Племені" (англ. "The Tribal Chief"), зробивши його лиходійським персонажем.

Рейнс (зліва) разом з The Bloodline на Реслманії 38.

На Survivor Series 22 листопада, Рейнс здолав Чемпіона WWE з Raw Дрю МакІнтайра у матчі Чемпіон vs. Чемпіона, перед тим, як почати протистояння з Кевіном Овенсом, вірячи в те, що Овенс не поважає його родину. Рейнс успішно захистив титул проти Овенса у матчі TLC на TLC: Tables, Ladders & Chairs 20 грудня, у матчі в Сталевій Клітці на випуску SmackDown від 25 грудня, і у матчі "До останнього на ногах" на Королівській Битві 31 січня 2021 року, відповідно Згодом, Рейнс зберіг титул проти Деніела Браяна на Elimination Chamber 21 лютого, і на Fastlane 21 березня. Цього разу, Рейнс також протистояв Еджу, який виграв матч Королівської Битви. У головній події другого вечора Реслманії 37 11 квітня, Рейнс здолав Браяна і Еджа у матчі потрійної загрози, зберігши ЧЕмпіонство Всесвіту після допомоги від Джея. На випуску SmackDown від 30 квітня, Рейнс здолав Браяна у матчі чемпіонство vs. кар'єри, що призвело до того, що Браян був змушений покинути SmackDown.
Наступним претендентом на чемпіонство Рейнса став Сезаро, якого Рейнс здолав на WrestleMania Backlash 16 травня. Після цього, Рейнс позпочав протистояння з Реєм Містеріо, після того, як Рейнс жорстоко побив сина Містеріо Домініка. Ці двоє зустрілися за чемпіонство у матчі Hell in a Cell 18 червня на випуску SmackDown, з якого Рейнс вийшов переможцем. На випуску SmackDown від 25 червня, після перемоги над Містеріо, Рейнс був атакований Еджем, який щойно повернувся, що призвело до титульного матчу на Money in the Bank 18 липня, який Рейнс зберіг завдяки допомозі від Сета Роллінса. Після матчу, Рейнса перервав Джон Сіна, який щойно повернувся. Протягом наступних тижнів, Сіна кинув виклик Рейнсу на титульний матч на SummerSlam, і після того як спочатку відхиливши виклик Сіни, матч офіційно було призначено на події. На події 21 серпня, Рейнс здолав Сіну, зберігши титул. Одразу після матчу, Рейнс мав конфронтацію з Броком Леснаром, який щойно повернувся. Після цього, Рейнс почав протистояння з Фіном Балором, успішно захистивши титул проти нього на випуску SmackDown від 3 вересня, і у матчі за екстремальними правилами на Extreme Rules 26 вересня проти Балора у його персоні Демона. 21 жовтня на Crown Jewel, Рейнс успішно захистив свій титул проти Брока Леснара, знову завдяки допомоги Усо. 8 листопада, було анонсовано, що Рейнс зустрінеться з Чемпіоном WWE Біг І на Survivor Series у матчі Чемпіон vs. Чемпіона, з якого Рейнс вийшов переможцем 21 листопада.
На випуску SmackDown від 3 грудня, Рейнс успішно захистив титул проти Семі Зейна після того, як Леснар атакував Зейна. На випуску SmackDown від 17 грудня, Рейнс звільнив Геймана з поста менеджера через його минулі зв'язки з Леснаром.  Рейнс мав захищати свій титул проти Леснара на події Day 1 1 січня 2022 року, але матч було скасовано через позитивний тест на COVID-19 у Рейнса. 16 січня, Рейнс перевищив 503-денний рейн Леснара, ставши найдовшим Чемпіоном Всесвіту, а також шостим чемпіоном світу в історії компанії. 29 січня на Королівській Битві, Рейнс захищав свій титул проти Сета "Фрікін" Роллінса, програвши матч через дискваліфікацію, таким чином зберігши титул. Пізніше того ж вечора, він втрутився у матч проти за Чемпіонство WWE між Леснаром і Боббі Лешлі, знову об'єднавшись з Гейманом, що спричинити перемогу Лешлі та повернути йому титул. Пізніше того ж вечора, Леснар виграє Королівську Битву й згодом кине виклик Рейнсу на матч у голвній події Реслманії 38, що стане третім матчем між ними у головній події Реслманії.
На випуску SmackDown від 4 лютого, Голдберг повернеться аби кинути виклик Рейнсу на матч за титул на Elimination Chamber через два роки після призначення їх матчу на Реслманії 36, який було скасовано. На самій події 19 лютого, Рейнс здолав Голдберга через технічне підкорення, зберігши титул. Другого вечора Реслманії 38 3 квітня, він здолав Брока Леснара, вигравши Чемпіонство WWE вчетверте в кар'єрі, і ставши першою суперзіркою, яка тримала одночасно Чемпіонство WWE і Чемпіонство Всесвіту WWE, і був визнаний як Беззаперечний Чемпіон Всесвіту WWE. Повідомлялося, що головну подію Реслманії було перервано через травму руки Рейнса. На WrestleMania Backlash 8 травня, Рейнс і Усо здолали RK-Bro (Ренді Ортон і Ріддл) і МакІнтайра у командному матчі 3-на-3
На випуску SmackDown від 17 червня, Рейнс успішно захистив Беззаперечне Чемпіонство Всесвіту WWE проти Ріддла, але після матчу був атакований Броком Леснаром, який щойно повернувся, відновивши їх протистояння, що призвело до матчу "До останнього на ногах" на SummerSlam 30 липня, який Рейнс виграв, закінчивши їх 7-річне протистояння. На Clash at the Castle 3 вересня, Оейнс успішно захистив титули проти Дрю МакІнтайра вісля втручання від дебютанта Соло Сікоа. На Crown Jewel 5 листопада, Рейнс успішно захистив титул проти Логана Пола. Три тижні потому на Survivor Series: WarGames 26 листопада, Рейнс, різом з Bloodline, здолав Дрю МакІнтайра, Кевіна Овенса і The Brawling Brutes (Шеймус, Ріддж Голланд і Бутч) у матчі WarGames.

Рейнс (по центру) разом з The Bloodline на the Королівській битві у 2023 р.

18 січня 2023 року, його рейн Чемпіона Всесвіту досяг 871 дня, побивши рейн Чемпіонства NXT UK Гюнтера у 870 днів, тим самим отримавши найдовший рейн будь якого чемпіонства WWE з 1988 року. На Королівській Битві 28 січня, Рейнс успішно захистив титул проти Кевіна Овенса вчетверте. Після матчу, Семі Зейн піде проти Bloodline, вдаривши Рейнса стільцем. Коді Роудс, який виграв Королівську битву 2023, заробив сатч проти Рейнса у головній події Реслманії 39. На Elimination Chamber 18 лютого, Рейнс успішно зберіг титул проти Семі Зейна. У Вечір 2 Реслманії 39, Рейнс вийшов у свою сьому головну подію Реслманії під симфонію піаніно. Під час матчу, Усо намагалися втрутитися, однак, Роудса врятували Зейн і Овенс. Зрештою, Рейнс успішно зберіг титули проти Роудса після втручання від Сікоа. Подія була відзначена тим, що це вперше коли будь який чемпіон успішно захистив теж саме чемпіонство три Реслманії підряд.
На Night of Champions 27 травня, Рейнс і Сікоа безуспішно кинули виклик Кевіну Овенсу і Семі Зейну за Беззаперечні Командні Чемпіонства WWE. Під час матчу, Усо втрутилися і випадково атакували Сікоа, цілячись у Семі Зейна. Подальша послідовність подій призвела до нападу Джиммі Усо на Рейнса, а Усо пішли з Bloodline. Цього ж дня, рейн Чемпіонства Всесвіту Рейнса досяг 1000 днів, вперше за тридцять п'ять років, і тільки п'ятий реслер в історії WWE, кому вдалося досягти цієї позначки з чемпіонством світу. 24 червня, Рейнс досяг позначки у 1028 днів як Чемпіон Всесвіту, перевищивши рейн Чемпіонства WWE (у той час Чемпіонства WWWF) Педро Моралеса у 1027 днів, ставши п'ятим найдовшим чемпіоном світу в історії компанії. На Money in the Bank 1 липня, Рейнс і Сікоа зустрілися з Усо у командному матчі "Громадянська Війна Bloodline", де Рейнс був утриманий Джеєм, тим самим вперше програвши через утримання з грудня 2019 року. На SummerSlam, Джиммі, який повернувся, і був травмований Рейнсом декілька тижнів тому, зрадив Джея, давши можливість Рейнсу перемогти, зберігши чемпіонство і звання Вождя Племені. На Crown Jewel 4 листопада, Рейнс успішно захистив титули проти Ел Ей Найта. На Королівській битві 27 січня 2024 року, Рейнс здолав Найта, Ренді Ортона і Ей Джей Стайлза, якого Рейнс утримав, зберігши титул у матчі фатальної четвірки.

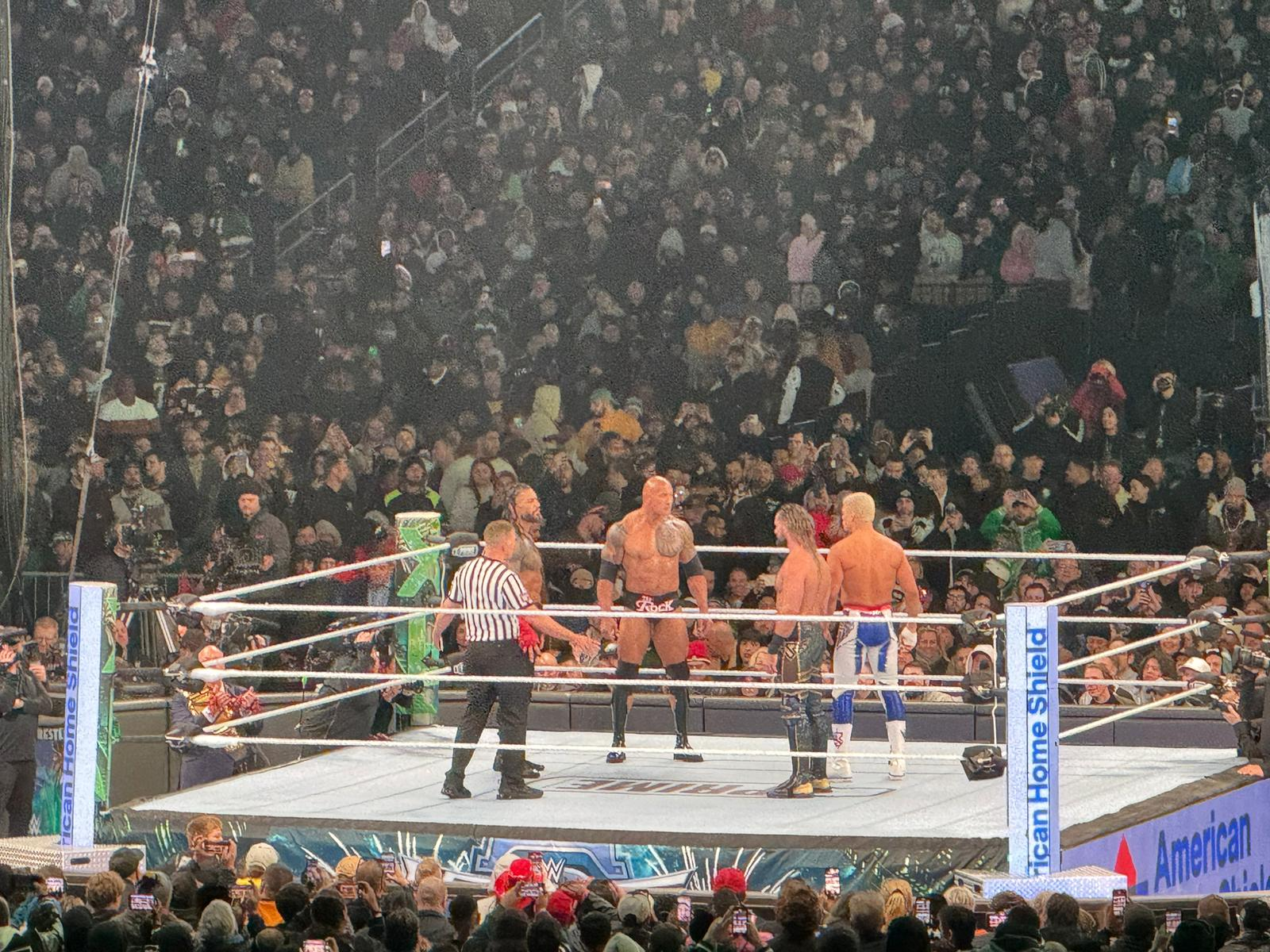
Рейнс (крайній зліва) і Скеля віч на віч з Коді Роудсом і Сетом "Фрікін" Роллінсом перед їхнім командним матчем на Реслманії XL

У Вечір 1 Реслманії XL, Рейнс і Скеля виграли командний матч проти Коді Роудса і Сета Роллінса, зробивши матч за Беззаперечне Чемпіонство наступного вечора за Правилами Bloodline. У Вечір 2 Реслманії XL, Рейнс програв титул Роудсу, закінчивши свій другий рекордний рейн Чемпіона Всесвіту у 1316 днів, і свій рейн Чемпіонства WWE у 735 днів.

##### "Єдиний Вождь Племені" (2024—дотепер)
Після програшу титулів Рейнс узяв паузу у виступах, а Сікоа став де-факто лідером угрупування. На випуску SmackDown від 26 квітня Пол Гейман повідомив, що Рейнс добровільно знявся з Драфту WWE 2024. Після тижнів обходу наказів Рейнса та вигнання Геймана з угрупування, Сікоа усунув Рейнса від лідерства Bloodline та угрупування загалом.
Після чотирьох місяців відсутності, 3 серпня, Рейнс повернувся на SummerSlam, атакувавши Сікоа, і допомігши Роудсу зберегти свій титул у матчі за правилами Bloodline, ставши фейсом вперше з 2020 року. Після декількох зіткнень з Bloodline, в доному з яких йому провели потрійну павер-бомбу, вивівши його на декілька тижнів, Рейнс знову повернувся аби захистити Коді Роудса від атак Bloodline, після захисту Беззаперечного Чемпіонства WWE проти Сікоа. Пізніше того ж вечора, Нік Алдіс підготував контракт на командний матч між Bloodline (а саме Соло Сікоа і Джейкоб Фату) і командою Рейнса і Роудса. Після деяких роздумів, обидва погодилися, призначивши матч на Bad Blood. На самому шоу, Рейнс і Роудс вийшли переможцями після втручання від Джиммі Усо, який щойно повернувся.
Після цього, Рейнс коштував Тонганцям Командне Чемпіонство WWE, з допомогою Усо, які тільки но возз'єдналися, на випуску SmackDown від 25 жовтня.На Crown Jewel 2 листопада, Рейнс і Усо програли Сікоа, Тонга і Фату у командному матчі 3-на-3, у якому Сікоа утримав Рейнса. На Survivor Series: WarGames 30 листопада, Рейнс, Усо, Семі Зейн і СМ Панк здолали Bloodline і Бронсона Ріда у матчі WarGames, у якому Рейнс утримав Сікоа. На випуску SmackDown від 13 грудня, Рейнс кинув виклик Сікоа у матчі "Битва вождів" за Ула Фалу і титул Вождя Племені на дебютний випуск Raw на Netflix. На шоу, Рейнс здолав Сікоа і повернув собі Ула Фалу, й звання "Вождя Племені".
На Королівській битві 1 лютого, Рейнс вийшов у однойменному матчі під №16, викинувши противників чотири рази. Коли він та Роллінс намагалися викинути один одного, ззаду викинув їх обох Панк. Згодом, Роллінс провів декілька Curb Stomp Рейнсу, перш ніж піти. Він повернувся на випуску Raw від 10 березня, атакувавши обох Панка і Роллінса під час їх матчу в сталевій клітці. На випуску SmackDown від 21 березня, здійнялася бійка між всіма трьома, де Рейнс, Роллінс і панк показували на знак Реслманії, що призвело до призначення матчу потрійної загрози у головній події Вечора 1 Реслманії 41. На випуску SmackDown від 4 квітня, Панк повідомив, що Пол Гейман не буде у куті Рейнса на Реслманії 41, а буде стояти в його куті, у рамках послуги, яку Панк попросив за приєднання до команди Рейнса на Survivor Series. Першого вечора Реслманії 41, Роллінс здолав Рейнса і Панка після подвійної зради від Пола Геймана, який у процесі об'єднався з Роллінсом.

## Реслінг
Фінішер
- Гарпун

Улюблені прийоми
- Samoan Drop
- Single arm DDT
- Superman punch

Музичні теми
- «Special Op» від Джима Джонсона

## Титули і нагороди
Національна Асоціація Студентського Спорту
- NCAA
  - First-team All-ACC (2006)

Професійний реслінг
- CBS Sports
  - Ворожнеча року (2020) з Джеєм Усо
- ESPN
  - Найкращий сюжет року (2022) — Семі Зейн та The Bloodline
  - Реслер року (2022)
- ESPY Awards
  - Найкращий момент WWE (2019) — Рейнс повернувся на RAW для оголошення про ремісію лейкемії
- Florida Championship Wrestling
  - Командний чемпіон Флориди FCW (1 раз) — з Майком Далтоном
- New York Post
  - Найкращий сюжет року (2022) — Семі Зейн та The Bloodline
- Pro Wrestling Illustrated
  - Повернення року (2019)
  - Надихаючий реслер року (2018, 2019)
  - Найненависніший реслер року (2016)
  - Покращення року (2015)
  - Команда року (2013) — з Сетом Роллінсом
  - 1 місце у рейтингу PWI 500 (2016, 2022)
- Sports Illustrated
  - Реслер Року (2021)
- Wrestling Observer Newsletter
  - Найкращі касові збори (2022)
  - Найкращий образ (2021) як "Вождь Племені"
  - Покращення року (2013)
  - Команда року (2013) — з Сетом Роллінсом
  - Найбільш переоцінений реслер (2016)
  - Найгірша ворожнеча (2013) — у складі The Authority проти Біг Шоу
- WWE
  - Беззаперечний Всесвітній чемпіон WWE — звання що об'єднує в собі два титули
  - Чемпіон WWE (4 рази)
  - Всесвітній чемпіон WWE (2 рази)
  - Інтерконтинентальний чемпіон WWE (1 раз)
  - Чемпіон США WWE (1 раз)
  - Командний чемпіон WWE (1 раз) — з Сетом Роллінсом
  - 28-ий чемпіон потрійної корони WWE
  - 9-ий чемпіон Великого Шолому (в поточному форматі, загалом — 17-ий)
  - Переможець Royal Rumble (2015)
  - Переможець турніру за чемпіонство світу WWE у важкій вазі (2015)
  - Переможець Elimination Chamber (2018)
  - Slammy Award (7 разів)
    - Прорив року (2013) — угрупування "Щит" (Дін Емброус, Сет Роллінс й Роман Рейнс)
    - Екстремальний момент року (2015) — буйство після шоу TLC
    - Угрупування року (2013, 2014) — угрупування "Щит" (Дін Емброус, Сет Роллінс й Роман Рейнс)
    - Суперзірка року (2014)
    - Тренди Року (2013) — хештег #BelieveInTheShield
    - "Оце прийом!" року (2013) — Гарпун

  - WWE Year-End Awards (2 рази)
    - Краще возз'єднання (2018) — з Діном Емброусом й Сетом Роллінсом ("Щит")
    - Найгарячіше протистояння (2018) — з Броком Леснаром

  - Bumpy Award (1 раз)
    - Суперзірка півріччя (2021)